# Assassinats a Grasse
Assassinats a Grasse (títol original en francès, Meurtres à Grasse) és un telefilm francès, de la col·lecció Assassinats a..., escrit per Killian Arthur i Nicolas Jones-Gorlin i dirigit per Karim Ouaret. Es va emetre per primera vegada a Suïssa el 23 de setembre de 2016 a RTS Un, al canal belga de La Une el 30 d'octubre de 2016, a La Une i a France 3 el 15 d'abril de 2017. S'ha doblat al català per a TV3.
El rodatge es va dur a terme des del 23 de març al 17 d'abril de 2016 a Grassa.